# Jan Šourek
Jan Šourek (ur. 2 września 1887 w Plavach) – czeski wioślarz reprezentujący Czechy. Startował w wyścigach jedynek na igrzyskach w Sztokholmie w 1912 roku. Był jedynym wioślarzem reprezentującym Bohemię w historii jej startów na igrzyskach olimpijskich.

## Występy na letnich igrzyskach olimpijskich
| Igrzyska | Wydarzenie | Eliminacje | Eliminacje | Ćwierćfinał | Ćwierćfinał     | Półfinał        | Półfinał        | Finał           | Finał           |                 |
| Igrzyska | Wydarzenie | Czas       | Miejsce    | Czas        | Miejsce         | Czas            | Miejsce         | Czas            | Miejsce         |                 |
| -------- | ---------- | ---------- | ---------- | ----------- | --------------- | --------------- | --------------- | --------------- | --------------- | --------------- |
| LIO 1912 | Jedynki    | Jan Šourek | DNF        | DNF         | → Nie awansował | → Nie awansował | → Nie awansował | → Nie awansował | → Nie awansował | → Nie awansował |